# Heilige Familiekerk (Maastricht)
De Heilige Familiekerk was een rooms-katholiek kerkgebouw in de Nederlandse stad Maastricht, gelegen aan het Old Hickoryplein in de buurt Wyckerpoort.

## Geschiedenis
Het noordelijk deel van Wyckerveld kwam tot stand in de jaren direct na de Tweede Wereldoorlog; de galerijflats aan het Old Hickoryplein werden in 1954 gebouwd naar plannen van het architectenbureau Swinkels-Salemans.
De nieuw gestichte parochie van de Heilige Familie begon in 1949 haar activiteiten in een noodkerk, aanvankelijk in een houten barak, later in een iets beter geoutilleerde noodkerk. De definitieve kerk aan het Old Hickoryplein kwam tot stand met financiële steun van de "actie M5", die in deze periode de bouw van vijf nieuwe parochiekerken ondersteunde. De kerk werd in 1959-61 gebouwd naar een ontwerp van Theo Boosten. Op 20 mei 1961 werd de kerk ingewijd.
Door het sterk teruggelopen aantal kerkgangers werd de kerk in 1997 aan de eredienst onttrokken. In 1999 werd het gebouw gesloopt. Op deze plaats verrees in 2001 het wijkcombinatiegebouw "De Letterdoes", ontworpen door Liesbeth van der Pol.

## Gebouw

### Exterieur
De kerk van de Heilige Familie was een voorbeeld van een kerkgebouw waarin bewust naar nieuwe vormen gezocht werd. Ook was de kerk door architect Boosten zo ontworpen, dat deze een passende afsluiting aan de zuidzijde van het grote, rechthoekige plein vormde. Het betrof een zaalkerk op een rechthoekige plattegrond, bestaande uit diverse, meest symmetrische onderdelen, die asymmetrisch geplaatst waren. Het gebouw van baksteen was overspannen met een staalconstructie. Opvallend was het drie-, eigenlijk vijfhoekige ingangsportaal. Het geperforeerde portaal was identiek met dat van de eveneens gesloopte Pius X-kerk in Eindhoven (1960-92), waar dit motief in drievoud was uitgevoerd. Boven de ingang waren drie verticale vensters, uitlopend in een zaagtandvormig dak dat over de hele lengte van de kerk doorliep. Links van de entree bevond zich de ronde doopkapel, voorzien van een koepelvormig dak. De apsis was rond. Achter de kerk was een muur waarop zich onder een driehoekig open afdak een open klokkenstoel bevond.

### Interieur
De kerk bood plaats aan 800 kerkgangers. Rechts van de kerkruimte was een dagkapel met 150 extra zitplaatsen. Het halfronde priesterkoor had het aanzien van een podium in een theater. Eugene Laudy vervaardigde een drietal mozaïeken bij het hoofdaltaar (Jezus) en bij de zijaltaren (Maria en de Heilige Familie). Het orgel was afkomstig uit de kapel van de kweekschool van de Broeders van de Onbevlekte Ontvangenis op de Tongerseweg. Het werd in 1979 door de broeders cadeau gedaan aan deze kerk.
* betekent: niet langer in gebruik voor religieuze doeleinden; ** betekent: (deels) gesloopt, verdwenen